# Лихачов Сергій Олександрович
Сергій Олександрович Лихачов (20 березня 1940, Баку, Азербайджанська РСР - 18 жовтня 2016, Москва, Росія ) — радянський азербайджанський тенісист, потім — тенісний тренер, заслужений майстер спорту СРСР.
- 15-кратний чемпіон СРСР в чоловічому і змішаному парному розряді
- Триразовий чемпіон Європи серед любителів в чоловічому парному розряді (1969, 1970, 1972)
- Кращий парний гравець збірної СРСР
- Член Зали російської тенісної слави з 2007 року
- Керівник Тенісної академії Сергія Лихачова, Лейрія (Португалія)

## Спортивна кар'єра
У 1956 році взяв участь у своїй першій Спартакіаді народів СРСР. Згодом він візьме участь ще в семи спартакіадах, чотири рази ставши їх чемпіоном. У 1958 і 1960 роках він двічі став фіналістом чемпіонату СРСР з тенісу в одиночному розряді, поступившись спочатку Сергію Андрєєву, який завоював титул в п'ятий раз поспіль, а потім Михайлу Мозеру. У проміжку, в 1959 році, він став чемпіоном СРСР у чоловічому і змішаному парному розряді, завоювавши перші дві з 15 медалей вищого достоїнства в парних чемпіонатах країни . З 1960 року Лихачов став постійним гравцем збірної СРСР в Кубку Девіса.
В середині 1960-х років Лихачов впевнено виступав у парному розряді не тільки в чемпіонатах СРСР, а й в міжнародних аматорських змаганнях. Так, в 1963 і 1967 роках він доходив до чвертьфіналу турніру Вімблдону в чоловічих парах (на ці ж два роки припадають і його кращі результати на Вімблдоні в одиночному розряді - третє коло в 1963 і четвертий в 1967 році), а в 1 966 році - до півфіналу чемпіонату Франції .
У 1967 році Лихачов було присвоєно звання заслуженого майстра спорту СРСР. У 1968 році він виграв з Олександром Метревелі великий любительський турнір в Монте-Карло, а на Літньому міжнародному турнірі в Москві дійшов до фіналу в одиночному розряді, де його зупинив Тоомас Лейус.
В кінці 1960-х і початку 1970-х, коли найбільші турніри стали відкритими для професіоналів, тенісист, що вже пройшов пік своєї форми, таких результатів більше не показував, хоча в 1972 році дійшов до чвертьфіналу чемпіонату Франції з Олександром Метревелі в чоловічих парах і Леслі Хант в змішаних. У Кубку Девіса, однак, він і в ці роки залишався одним з опорних гравців радянської збірної, приносячи їй в парі з Метревелі очки в матчах з такими сильними суперниками, як збірні Іспанії, Чехословаччині та Румунії. Свій останній матч за збірну провів в 1973 році, встановивши так і не побитий рекорд радянської команди - 24 перемоги в парному розряді (при дев'яти поразках) . На наступний рік в останній раз став чемпіоном СРСР, перемігши в змішаному парному розряді з Євгенією Бірюковою, а свій останній фінал всесоюзних першостей провів ще два роки по тому в парі з іншим бакинцем Рамізом Ахмеровим . У 1983 році в останній раз зіграв в тенісному турнірі Спартакіади народів СРСР, встановивши рекорд цього змагання за тривалістю участі (27 років) .
Після закінчення ігрової кар'єри Лихачов займався тренерською роботою. Спочатку він викладав в бакинському клубі «Гой», пізніше став тренером збірної Азербайджану і другим тренером збірної СРСР в Кубку Девіса; працював з Шамілем Тарпіщевим. У 1991 році був відряджений Федерацією тенісу СРСР в Португалію, де і залишився працювати. Тенісна академія Сергія Лихачова, де в основному займалися діти з Росії, а також з Бразилії, Швейцарії та деяких інших країн, працювала в португальському місті Лейрія .
У 2007 році ім'я Сергія Лихачова включено в списки Зали російської тенісної слави.